# Арса (напій)
Арса — національний бурятський напій, який готують з кислого сиру з додаванням борошна. Арсу зазвичай готували в період збирання сіна та інших польових робіт, а також протягом усього року, оскільки напій володіє добре втамовує спрагу.
Напій корисний при нестачі кальцію в організмі, має легкий кислуватий присмак. Арсу п'ють як у чистому вигляді, так і з додаванням вершків або молока. При проціджуванні суміші сироватки та сиру, яка залишилася після перегонки горілки, виходить дрібнуватий сирний порошок, позбавлений смаку й білого (аарса) кольору.
Щоб аарса виходила якісною, в діжку, де її зберігали, щодня треба було додавати сирну масу (бозо), яка залишилася після перегонки горілки. Гарне господарство заготовляють на зиму 15-16 діжок з аарсой. Вона була поживною, взимку її заливали водою, додавали борошна, варили на повільному вогні, ретельно помішуючи. Іноді додавали зерна ячменю або дикої гречки. А якщо залити аарсу молоком та кип'ятити до випаровування рідини, залишиться сирниста маса (аарюул). Якщо її підсушити на сонці або на вогнищі, то вона буде довго зберігатися.
Аналогом Арси у народів Кавказу і Середньої Азії є айран.